# Adriatico (vonat)
Az Adriatico egy belföldi vasúti járat Olaszországban, amely összekapcsolja Milánót Barival. Nevét az Adriai-tengerről, olaszul Mare Adriatico-ról kapta, mivel a vonat útvonala az Adriai-tenger partján fekvő főbb városokat szolgálja ki Rimini és Bari között.

## Története

### Trans Europ Express
1969-ben a Ferrovie dello Stato úgy döntött, hogy a TEE szolgáltatás dízelmotoros motorvonatait a német és a francia példa után mozdonyokkal vontatott vonatokra cseréli le. Mivel a belföldi TEE-t 1965 óta engedélyezték (a TEE-k korábban csak a nemzetközi szolgáltatásokra korlátozódtak), a Gran Conforto személykocsik megrendelését kibővítették, nem csak a meglévő nemzetközi TEE-ken használt vonatok cseréjére, hanem a csúcskategóriás hazai szolgáltatások átalakítására is. Miután 1972-ben leszállították a nemzetközi kocsikat, 1973 tavaszán kettő szerelvény nyolc és kilenc kocsiból állt, és 1973. június 3-án az Adriatico lett az első olasz belföldi TEE járat. Kezdetben a menetidő 8 óra és 35 perc volt Milánóból Bariba, ami így 101 km/h átlagsebességet jelentett.
Menetrend:

A járat az alábbi állomásokon állt meg 1975-ben:
| TEE 93 | km  | Állomás                        | TEE 92 |
| ------ | --- | ------------------------------ | ------ |
| 12:05  | 0   | Milano Centrale                | 19:00  |
| 14:01  | 219 | Bologna Centrale               | 17:12  |
| 14:39  | 284 | Forlì                          | 16:24  |
| 15:07  | 331 | Rimini                         | 15:57  |
| 15:29  | 364 | Pesaro                         | 15:28  |
| 16:09  | 423 | Ancona                         | 14:54  |
| 16:34  | 466 | Civitanova Marche-Montegranaro | 14:24  |
| 16:59  | 508 | San Benedetto del Tronto       | 14:00  |
| 17:15  | 532 | Giulianova                     | 13:44  |
| 17:41  | 569 | Pescara                        | 13:20  |
| 18:30  | 633 | Vasto                          | 12:23  |
| 18:53  | 659 | Termoli                        | 12:06  |
| 19:27  | 717 | San Severo                     | 11:30  |
| 19:51  | 746 | Foggia                         | 11:14  |
| 20:55  | 869 | Bari Centrale                  | 10:08  |

### InterCity
1987. május 31-én az Adriaticót két kocsiosztályú InterCity járattá alakították át. 2001. június 10-én az északi végállomást Milánóról Velencére változtatták, és 2005. december 11-től a déli végállomást 149 km-rel délre, Lecce-be költöztették.